# Virginie Amélie Avegno Gautreau
Virginie Amélie Avegno Gautreau (New Orleans, 29 januari 1859 – Cannes, 25 juli 1915) was een Frans-Amerikaanse socialite.

## Levensloop
In Parijs, waar ze vanaf 1867 leefde, stond Virginie Avegno bekend als een opvallende en elegante verschijning, met een zandloperfiguur, bleke huid en oog voor stijl. Ze huwde met de Franse bankier en scheepsmagnaat Pierre Gautreau, maar had ook buitenechtelijke relaties, waarover veel werd geroddeld. In 1879 kreeg ze een dochter, Louise.
Gautreau poseerde meermaals voor kunstschilders, waaronder Gustave Courtois, Antonio de La Gándara en John Singer Sargent. Haar portret door Sargent, Portret van Madame X (1884), zorgde voor grote controverse op het Parijse salon. In de ogen van de toeschouwers stond het werk voor losbandigheid. Het portret maakte een einde aan Sargents carrière in Frankrijk – hij verhuisde naar het Verenigd Koninkrijk – en ook Gautreau trok zich tijdelijk terug uit het sociale leven in Parijs. Zij was ongelukkig met het werk, terwijl Sargent het schilderij later zijn beste werk zou noemen.
Gautreau stierf in 1915 in Cannes. Ze werd begraven op het landgoed van de Gautreaus in Bretagne.
- Gemeinsame Normdatei: 129569534
- International Standard Name Identifier: 0000 0000 3950 4960
- Library of Congress Control Number: n2002036103
- Nationale Bibliotheek van Israël: 987007446795205171
- Nederlandse Thesaurus van Auteursnamen: 264129202
- Virtual International Authority File: 74935493
- WorldCat: E39PBJkxPGP7GvD8Gt7DRVVjYP